# 罗沧海
罗沧海（1930年—1954年），男，陕西长武人，中华人民共和国军事人物，曾任中国人民志愿军空军飞行员。